# Élections cantonales de 2004 en Charente-Maritime
Les élections cantonales ont eu lieu les 21 et 28 mars 2004.
Lors de ces élections, 26 des 51 cantons de la Charente-Maritime ont été renouvelés. Elles ont vu la reconduction de la majorité UMP dirigée par Claude Belot, président du conseil général depuis 1994.

## Contexte départemental

### Assemblée départementale sortante
| Parti                              | Sigle | Élus |
| ---------------------------------- | ----- | ---- |
| Majorité (29 sièges)               |       |      |
| Union pour un mouvement populaire  | UMP   | 21   |
| Divers droite                      | DVD   | 4    |
| Union pour la démocratie française | UDF   | 3    |
| MoDem                              | MoDem | 1    |
| Opposition (22 sièges)             |       |      |
| Parti socialiste                   | PS    | 14   |
| Parti radical de gauche            | PRG   | 8    |
| Président du Conseil général       |       |      |
| Claude Belot ( UMP)                |       |      |

## Résultats à l’échelle du département
Répartition départementale des résultats (2e tour).
- PS (33,54 %)
- PRG (11,66 %)
- Verts (4,93 %)
- UMP (29,64 %)
- UDF (1,04 %)
- DVD (19,19 %)

| Étiquette      | Étiquette                           | Premier tour | Premier tour | Second tour | Second tour | Sièges |
| Étiquette      | Étiquette                           | Voix         | %            | Voix        | %           | Sièges |
| -------------- | ----------------------------------- | ------------ | ------------ | ----------- | ----------- | ------ |
|                | Parti socialiste                    | 23 957       | 17,90        | 35 125      | 33,54       | 8      |
|                | Parti radical de gauche             | 15 562       | 11,62        | 12 212      | 11,66       | 5      |
|                | Parti communiste français           | 7 822        | 5,84         |             |             |        |
|                | Les Verts                           | 7 264        | 5,43         | 5 158       | 4,93        | 1      |
|                | Divers gauche                       | 4 143        | 3,09         |             |             |        |
|                | Extrême gauche                      | 1 940        | 1,45         |             |             |        |
| Gauche         | Gauche                              | 60 688       | 45,33        | 52 495      | 50,13       | 14     |
|                |                                     |              |              |             |             |        |
|                | Union pour un mouvement populaire   | 31 301       | 23,38        | 31 042      | 29,64       | 6      |
|                | Divers droite                       | 22 044       | 16,47        | 20 095      | 19,19       | 6      |
|                | Front national                      | 13 310       | 9,94         |             |             |        |
|                | Chasse, pêche, nature et traditions | 2 624        | 1,96         |             |             |        |
|                | Union pour la démocratie française  | 2 492        | 1,86         | 1 087       | 1,04        | 0      |
| Droite         | Droite                              | 52 495       | 50,13        | 52 224      | 49,87       | 12     |
|                |                                     |              |              |             |             |        |
|                | Divers                              | 1 416        | 1,06         |             |             |        |
|                |                                     |              |              |             |             |        |
| Inscrits       | Inscrits                            | 219 501      | 100,00       | 166 393     | 100,00      |        |
| Abstention     | Abstention                          | 79 898       | 36,40        | 55 167      | 33,15       |        |
| Votants        | Votants                             | 139 603      | 63,60        | 111 226     | 66,85       |        |
| Blancs et nuls | Blancs et nuls                      | 5 728        | 4,10         | 6 507       | 5,85        |        |
| Exprimés       | Exprimés                            | 133 875      | 95,90        | 104 719     | 94,15       |        |

### Résultats en nombre de sièges
| Parti | Sièges mis en jeu | Élus | Évolution |
| ----- | ----------------- | ---- | --------- |
| PS    | 7                 | 8    | +1        |
| PRG   | 4                 | 5    | +1        |
| EELV  | 0                 | 1    | +1        |
| UDF   | 1                 | 0    | -1        |
| UMP   | 9                 | 7    | -2        |
| DVD   | 5                 | 5    | =         |

### Assemblée départementale à l'issue des élections
| Parti                              | Sigle | Élus |
| ---------------------------------- | ----- | ---- |
| Majorité (26 sièges)               |       |      |
| Union pour un mouvement populaire  | UMP   | 19   |
| Divers droite                      | DVD   | 4    |
| Union pour la démocratie française | UDF   | 2    |
| MoDem                              | MoDem | 1    |
| Opposition (25 sièges)             |       |      |
| Parti socialiste                   | PS    | 15   |
| Parti radical de gauche            | PRG   | 9    |
| Europe Écologie Les Verts          | EELV  | 1    |
| Président du Conseil général       |       |      |
| Claude Belot ( UMP)                |       |      |

## Résultats par canton

### Canton d'Aigrefeuille-d'Aunis
| Candidats      | Candidats          | Étiquette      | Premier tour | Premier tour | Second tour | Second tour |
| Candidats      | Candidats          | Étiquette      | Voix         | %            | Voix        | %           |
| -------------- | ------------------ | -------------- | ------------ | ------------ | ----------- | ----------- |
|                | Christian Brunier* | PS             | 1 902        | 37,47        | 2 905       | 55,70       |
|                | Bernard Fouchard   | UMP            | 1 740        | 34,28        | 2 310       | 44,30       |
|                | Pierre Quintard    | FN             | 474          | 9,34         |             |             |
|                | Corinne Cap        | Verts          | 443          | 8,73         |             |             |
|                | Gilbert Bernard    | PCF            | 280          | 5,52         |             |             |
|                | Jean-Pierre Lopez  | DVG            | 237          | 4,67         |             |             |
|                |                    |                |              |              |             |             |
| Inscrits       | Inscrits           | Inscrits       | 8 036        | 100,00       | 8 039       | 100,00      |
| Abstention     | Abstention         | Abstention     | 2 723        | 33,89        | 2 501       | 31,11       |
| Votants        | Votants            | Votants        | 5 313        | 66,11        | 5 538       | 68,89       |
| Blancs et nuls | Blancs et nuls     | Blancs et nuls | 237          | 4,46         | 323         | 5,83        |
| Exprimés       | Exprimés           | Exprimés       | 5 076        | 95,54        | 5 215       | 94,17       |

*sortant

### Canton d'Archiac
| Candidats      | Candidats          | Étiquette      | Premier tour | Premier tour | Second tour | Second tour |
| Candidats      | Candidats          | Étiquette      | Voix         | %            | Voix        | %           |
| -------------- | ------------------ | -------------- | ------------ | ------------ | ----------- | ----------- |
|                | Michel Lachaize    | PS             | 773          | 24,09        | 1 299       | 38,26       |
|                | Jean-Pierre Mariau | DVD            | 734          | 22,87        | 1 009       | 29,72       |
|                | Alain Floriant     | UDF            | 675          | 21,03        | 1 087       | 32,02       |
|                | Didier Braud       | DVD            | 564          | 17,58        | Retrait     | Retrait     |
|                | Bernard Roy        | FN             | 302          | 9,41         |             |             |
|                | Philippe Riche     | PCF            | 161          | 5,02         |             |             |
|                |                    |                |              |              |             |             |
| Inscrits       | Inscrits           | Inscrits       | 4 990        | 100,00       | 4 990       | 100,00      |
| Abstention     | Abstention         | Abstention     | 1 657        | 33,21        | 1 430       | 28,66       |
| Votants        | Votants            | Votants        | 3 333        | 66,79        | 3 560       | 71,34       |
| Blancs et nuls | Blancs et nuls     | Blancs et nuls | 124          | 3,72         | 165         | 4,63        |
| Exprimés       | Exprimés           | Exprimés       | 3 209        | 96,28        | 3 395       | 95,37       |

### Canton de Burie
| Candidats      | Candidats            | Étiquette      | Premier tour | Premier tour | Second tour | Second tour |
| Candidats      | Candidats            | Étiquette      | Voix         | %            | Voix        | %           |
| -------------- | -------------------- | -------------- | ------------ | ------------ | ----------- | ----------- |
|                | Sylvain Brouard      | PS             | 1 015        | 31,91        | 1 815       | 53,97       |
|                | Christian Fougerat   | DVD            | 778          | 24,46        | 1 548       | 46,03       |
|                | Florence Audinet     | UMP            | 448          | 14,08        |             |             |
|                | Monique Ravasco      | FN             | 335          | 10,53        |             |             |
|                | Patrice Demarle      | DVD            | 278          | 8,74         |             |             |
|                | Bernard Vachon       | DVG            | 186          | 5,85         |             |             |
|                | Patrice Sallafranque | PCF            | 141          | 4,43         |             |             |
|                |                      |                |              |              |             |             |
| Inscrits       | Inscrits             | Inscrits       | 4 998        | 100,00       | 4 999       | 100,00      |
| Abstention     | Abstention           | Abstention     | 1 642        | 32,85        | 1 435       | 28,71       |
| Votants        | Votants              | Votants        | 3 356        | 67,15        | 3 564       | 71,29       |
| Blancs et nuls | Blancs et nuls       | Blancs et nuls | 175          | 5,21         | 201         | 5,64        |
| Exprimés       | Exprimés             | Exprimés       | 3 181        | 94,79        | 3 363       | 94,36       |

### Canton de Loulay
| Candidats      | Candidats             | Étiquette      | Premier tour | Premier tour | Second tour | Second tour |
| Candidats      | Candidats             | Étiquette      | Voix         | %            | Voix        | %           |
| -------------- | --------------------- | -------------- | ------------ | ------------ | ----------- | ----------- |
|                | Jean-Marie Roustit*   | DVD            | 1 263        | 49,76        | 1 641       | 63,07       |
|                | Jacques Roux          | PS             | 711          | 28,01        | 961         | 36,93       |
|                | Philippe Barotin      | CPNT           | 271          | 10,68        |             |             |
|                | Rolande Van Hoeylandt | FN             | 156          | 6,15         |             |             |
|                | Simone Roy            | PCF            | 137          | 5,40         |             |             |
|                |                       |                |              |              |             |             |
| Inscrits       | Inscrits              | Inscrits       | 3 867        | 100,00       | 3 867       | 100,00      |
| Abstention     | Abstention            | Abstention     | 1 257        | 32,51        | 1 133       | 29,30       |
| Votants        | Votants               | Votants        | 2 610        | 67,49        | 2 734       | 70,70       |
| Blancs et nuls | Blancs et nuls        | Blancs et nuls | 72           | 2,76         | 132         | 4,83        |
| Exprimés       | Exprimés              | Exprimés       | 2 538        | 97,24        | 2 602       | 95,17       |

*sortant

### Canton de Marans
| Candidats      | Candidats           | Étiquette      | Premier tour | Premier tour | Second tour | Second tour |
| Candidats      | Candidats           | Étiquette      | Voix         | %            | Voix        | %           |
| -------------- | ------------------- | -------------- | ------------ | ------------ | ----------- | ----------- |
|                | Bernard Bouchereau* | DVD            | 1 574        | 34,46        | 2 291       | 47,84       |
|                | Bernard Ferrier     | Verts          | 756          | 16,55        | 2 498       | 52,16       |
|                | Gilles Plaire       | DVG            | 753          | 16,49        |             |             |
|                | Patrick Bellouard   | CPNT           | 420          | 9,20         |             |             |
|                | Michel Maitrehut    | SE             | 418          | 9,15         |             |             |
|                | Gabriel Pigani      | FN             | 396          | 8,67         |             |             |
|                | Brigitte Boutet     | PCF            | 250          | 5,47         |             |             |
|                |                     |                |              |              |             |             |
| Inscrits       | Inscrits            | Inscrits       | 7 829        | 100,00       | 7 832       | 100,00      |
| Abstention     | Abstention          | Abstention     | 3 041        | 38,84        | 2 755       | 35,18       |
| Votants        | Votants             | Votants        | 4 788        | 61,16        | 5 077       | 64,82       |
| Blancs et nuls | Blancs et nuls      | Blancs et nuls | 221          | 4,62         | 288         | 5,67        |
| Exprimés       | Exprimés            | Exprimés       | 4 567        | 95,38        | 4 789       | 94,33       |

*sortant

### Canton de Marennes
| Candidats      | Candidats          | Étiquette      | Premier tour | Premier tour | Second tour | Second tour |
| Candidats      | Candidats          | Étiquette      | Voix         | %            | Voix        | %           |
| -------------- | ------------------ | -------------- | ------------ | ------------ | ----------- | ----------- |
|                | Roger Hattabe*     | UMP            | 1 294        | 21,92        | 2 544       | 42,77       |
|                | Marc Pellacoeur    | DVD            | 1 098        | 18,60        | 3 404       | 57,23       |
|                | Jacques Baron      | PRG            | 838          | 14,19        |             |             |
|                | Jean-Luc Rousseau  | DVD            | 813          | 13,77        |             |             |
|                | Édouard Marteau    | FN             | 577          | 9,77         |             |             |
|                | Jérôme Martineau   | CPNT           | 432          | 7,32         |             |             |
|                | Caroline Minassian | DVG            | 310          | 5,25         |             |             |
|                | Michel Foucaud     | PCF            | 273          | 4,62         |             |             |
|                | Danilo Cornuault   | DVD            | 269          | 4,56         |             |             |
|                |                    |                |              |              |             |             |
| Inscrits       | Inscrits           | Inscrits       | 9 827        | 100,00       | 9 826       | 100,00      |
| Abstention     | Abstention         | Abstention     | 3 701        | 37,66        | 3 289       | 33,47       |
| Votants        | Votants            | Votants        | 6 126        | 62,34        | 6 537       | 66,53       |
| Blancs et nuls | Blancs et nuls     | Blancs et nuls | 222          | 3,62         | 589         | 9,01        |
| Exprimés       | Exprimés           | Exprimés       | 5 904        | 96,38        | 5 948       | 90,99       |

*sortant

### Canton de Montendre
| Candidats      | Candidats        | Étiquette      | Premier tour | Premier tour | Second tour | Second tour |
| Candidats      | Candidats        | Étiquette      | Voix         | %            | Voix        | %           |
| -------------- | ---------------- | -------------- | ------------ | ------------ | ----------- | ----------- |
|                | Bernard Lalande* | PS             | 1 514        | 45,63        | 1 841       | 54,21       |
|                | Philippe Gauvin  | DVD            | 804          | 24,23        | 1 555       | 45,79       |
|                | Sylvie Renout    | FN             | 360          | 10,85        |             |             |
|                | Jean-Guy Thillet | UMP            | 356          | 10,73        |             |             |
|                | Luis Bonet       | PCF            | 284          | 8,56         |             |             |
|                |                  |                |              |              |             |             |
| Inscrits       | Inscrits         | Inscrits       | 4 928        | 100,00       | 4 928       | 100,00      |
| Abstention     | Abstention       | Abstention     | 1 453        | 29,48        | 1 347       | 27,33       |
| Votants        | Votants          | Votants        | 3 475        | 70,52        | 3 581       | 72,67       |
| Blancs et nuls | Blancs et nuls   | Blancs et nuls | 157          | 4,52         | 185         | 5,17        |
| Exprimés       | Exprimés         | Exprimés       | 3 318        | 95,48        | 3 396       | 94,83       |

*sortant

### Canton de Montlieu-la-Garde
| Candidats      | Candidats       | Étiquette      | Premier tour | Premier tour | Second tour | Second tour |
| Candidats      | Candidats       | Étiquette      | Voix         | %            | Voix        | %           |
| -------------- | --------------- | -------------- | ------------ | ------------ | ----------- | ----------- |
|                | Gilbert Festal* | UMP            | 1 389        | 46,32        | 1 616       | 51,76       |
|                | Thierry Jullien | PS             | 1 062        | 35,41        | 1 506       | 48,24       |
|                | Michel Hervé    | FN             | 375          | 12,50        |             |             |
|                | Jacques Morat   | PCF            | 173          | 5,77         |             |             |
|                |                 |                |              |              |             |             |
| Inscrits       | Inscrits        | Inscrits       | 4 722        | 100,00       | 4 727       | 100,00      |
| Abstention     | Abstention      | Abstention     | 1 590        | 33,67        | 1 450       | 30,67       |
| Votants        | Votants         | Votants        | 3 132        | 66,33        | 3 277       | 69,33       |
| Blancs et nuls | Blancs et nuls  | Blancs et nuls | 133          | 4,25         | 155         | 4,73        |
| Exprimés       | Exprimés        | Exprimés       | 2 999        | 95,75        | 3 122       | 95,27       |

*sortant

### Canton de Pons
| Candidats      | Candidats               | Étiquette      | Premier tour | Premier tour |
| Candidats      | Candidats               | Étiquette      | Voix         | %            |
| -------------- | ----------------------- | -------------- | ------------ | ------------ |
|                | Daniel Laurent*         | UMP            | 3 836        | 64,98        |
|                | Natalie Riollet         | Verts          | 1 164        | 19,72        |
|                | Marie-Thérèse Marquette | FN             | 489          | 8,28         |
|                | Pascal Pellerin         | PCF            | 414          | 7,01         |
|                |                         |                |              |              |
| Inscrits       | Inscrits                | Inscrits       | 9 036        | 100,00       |
| Abstention     | Abstention              | Abstention     | 2 898        | 32,07        |
| Votants        | Votants                 | Votants        | 6 138        | 67,93        |
| Blancs et nuls | Blancs et nuls          | Blancs et nuls | 235          | 3,83         |
| Exprimés       | Exprimés                | Exprimés       | 5 903        | 96,17        |

*sortant

### Canton de Rochefort-Nord
| Candidats      | Candidats           | Étiquette      | Premier tour | Premier tour | Second tour | Second tour |
| Candidats      | Candidats           | Étiquette      | Voix         | %            | Voix        | %           |
| -------------- | ------------------- | -------------- | ------------ | ------------ | ----------- | ----------- |
|                | André Bonnin*       | PS             | 2 289        | 38,85        | 3 280       | 53,41       |
|                | Dominique Rabelle   | UMP            | 1 896        | 32,18        | 2 861       | 46,59       |
|                | Michel Guillon      | FN             | 618          | 10,49        |             |             |
|                | Thierry Joulin      | CPNT           | 504          | 8,55         |             |             |
|                | Monique Lomazzi     | UDF            | 225          | 3,82         |             |             |
|                | Michèle Grenier     | PCF            | 187          | 3,17         |             |             |
|                | Jean-Claude Deborde | EXG            | 173          | 2,94         |             |             |
|                |                     |                |              |              |             |             |
| Inscrits       | Inscrits            | Inscrits       | 9 566        | 100,00       | 9 566       | 100,00      |
| Abstention     | Abstention          | Abstention     | 3 478        | 36,36        | 3 087       | 32,27       |
| Votants        | Votants             | Votants        | 6 088        | 63,64        | 6 479       | 67,73       |
| Blancs et nuls | Blancs et nuls      | Blancs et nuls | 196          | 3,22         | 338         | 5,22        |
| Exprimés       | Exprimés            | Exprimés       | 5 892        | 96,78        | 6 141       | 94,78       |

*sortant

### Canton de Rochefort-Sud
| Candidats      | Candidats              | Étiquette      | Premier tour | Premier tour | Second tour | Second tour |
| Candidats      | Candidats              | Étiquette      | Voix         | %            | Voix        | %           |
| -------------- | ---------------------- | -------------- | ------------ | ------------ | ----------- | ----------- |
|                | Christian Guérin       | UMP            | 1 068        | 28,53        | 1 781       | 44,85       |
|                | Jacques-Henri Boucher* | PS             | 1 025        | 27,38        | 2 190       | 55,15       |
|                | Sébastien Rouger       | FN             | 447          | 11,94        |             |             |
|                | Yves Eugène Dit Ravet  | PCF            | 278          | 7,43         |             |             |
|                | Pierre Feydeau         | Verts          | 240          | 6,41         |             |             |
|                | Michel Bel             | UDF            | 233          | 6,22         |             |             |
|                | Nathalie Hugues        | EXG            | 200          | 5,34         |             |             |
|                | Corine Petitjean       | DVD            | 150          | 4,01         |             |             |
|                | Magali Drogue          | EXG            | 102          | 2,73         |             |             |
|                |                        |                |              |              |             |             |
| Inscrits       | Inscrits               | Inscrits       | 6 817        | 100,00       | 6 817       | 100,00      |
| Abstention     | Abstention             | Abstention     | 2 897        | 42,50        | 2 631       | 38,59       |
| Votants        | Votants                | Votants        | 3 920        | 57,50        | 4 186       | 61,41       |
| Blancs et nuls | Blancs et nuls         | Blancs et nuls | 177          | 4,52         | 215         | 5,14        |
| Exprimés       | Exprimés               | Exprimés       | 3 743        | 95,48        | 3 971       | 94,86       |

*sortant

### Canton de La Rochelle-1
| Candidats      | Candidats           | Étiquette      | Premier tour | Premier tour | Second tour | Second tour |
| Candidats      | Candidats           | Étiquette      | Voix         | %            | Voix        | %           |
| -------------- | ------------------- | -------------- | ------------ | ------------ | ----------- | ----------- |
|                | Gilles Gautronneau* | PRG            | 1 470        | 40,57        | 2 500       | 67,66       |
|                | Thierry Godeau      | UMP            | 726          | 20,04        | 1 195       | 32,34       |
|                | Jacques Bessiere    | PCF            | 475          | 13,11        |             |             |
|                | Maurice Catalan     | FN             | 358          | 9,88         |             |             |
|                | Patrice Joubert     | Verts          | 281          | 7,76         |             |             |
|                | Michel Tillaud      | UDF            | 175          | 4,83         |             |             |
|                | Simone Grange       | EXG            | 123          | 3,39         |             |             |
|                | Georges Audo        | DVD            | 15           | 0,41         |             |             |
|                |                     |                |              |              |             |             |
| Inscrits       | Inscrits            | Inscrits       | 6 260        | 100,00       | 6 260       | 100,00      |
| Abstention     | Abstention          | Abstention     | 2 518        | 40,22        | 2 402       | 38,37       |
| Votants        | Votants             | Votants        | 3 742        | 59,78        | 3 858       | 61,63       |
| Blancs et nuls | Blancs et nuls      | Blancs et nuls | 119          | 3,18         | 163         | 4,22        |
| Exprimés       | Exprimés            | Exprimés       | 3 623        | 96,82        | 3 695       | 95,78       |

*sortant

### Canton de La Rochelle-3
| Candidats      | Candidats                 | Étiquette      | Premier tour | Premier tour |
| Candidats      | Candidats                 | Étiquette      | Voix         | %            |
| -------------- | ------------------------- | -------------- | ------------ | ------------ |
|                | Marylise Fleuret-Pagnoux* | PRG            | 1 623        | 56,32        |
|                | Jean-Claude Essers        | UMP            | 602          | 20,89        |
|                | Jacques Raimond           | FN             | 238          | 8,26         |
|                | Brahim Jlalji             | PCF            | 197          | 6,84         |
|                | Antoine Colin             | EXG            | 128          | 4,44         |
|                | Gérard Morin              | EXG            | 94           | 3,26         |
|                |                           |                |              |              |
| Inscrits       | Inscrits                  | Inscrits       | 5 303        | 100,00       |
| Abstention     | Abstention                | Abstention     | 2 325        | 43,84        |
| Votants        | Votants                   | Votants        | 2 978        | 56,16        |
| Blancs et nuls | Blancs et nuls            | Blancs et nuls | 96           | 3,22         |
| Exprimés       | Exprimés                  | Exprimés       | 2 882        | 96,78        |

*sortant

### Canton de La Rochelle-4
| Candidats      | Candidats         | Étiquette      | Premier tour | Premier tour | Second tour | Second tour |
| Candidats      | Candidats         | Étiquette      | Voix         | %            | Voix        | %           |
| -------------- | ----------------- | -------------- | ------------ | ------------ | ----------- | ----------- |
|                | Alain Bucherie    | Verts          | 1 758        | 33,26        | 2 660       | 48,65       |
|                | Dominique Morvant | DVD            | 1 367        | 25,86        | 2 808       | 51,35       |
|                | François Drageon  | UMP            | 699          | 13,22        |             |             |
|                | Pierre Sebastiani | DVD            | 477          | 9,02         |             |             |
|                | Claude Chenin     | DVG            | 454          | 8,59         |             |             |
|                | Chantal Bret      | FN             | 296          | 5,60         |             |             |
|                | Dominique Hebert  | PCF            | 235          | 4,45         |             |             |
|                |                   |                |              |              |             |             |
| Inscrits       | Inscrits          | Inscrits       | 8 643        | 100,00       | 8 643       | 100,00      |
| Abstention     | Abstention        | Abstention     | 3 183        | 36,83        | 2 972       | 34,39       |
| Votants        | Votants           | Votants        | 5 460        | 63,17        | 5 671       | 65,61       |
| Blancs et nuls | Blancs et nuls    | Blancs et nuls | 174          | 3,19         | 203         | 3,58        |
| Exprimés       | Exprimés          | Exprimés       | 5 286        | 96,81        | 5 468       | 96,42       |

### Canton de La Rochelle-5
| Candidats      | Candidats            | Étiquette      | Premier tour | Premier tour |
| Candidats      | Candidats            | Étiquette      | Voix         | %            |
| -------------- | -------------------- | -------------- | ------------ | ------------ |
|                | Jack Proust*         | PRG            | 4 664        | 64,76        |
|                | Philippe de Bretagne | FN             | 901          | 12,51        |
|                | Jacques Maret        | Verts          | 827          | 11,48        |
|                | Yvonne Gaborit       | PCF            | 540          | 7,50         |
|                | Christophe Delouis   | EXG            | 270          | 3,75         |
|                |                      |                |              |              |
| Inscrits       | Inscrits             | Inscrits       | 12 121       | 100,00       |
| Abstention     | Abstention           | Abstention     | 4 248        | 35,05        |
| Votants        | Votants              | Votants        | 7 873        | 64,95        |
| Blancs et nuls | Blancs et nuls       | Blancs et nuls | 671          | 8,52         |
| Exprimés       | Exprimés             | Exprimés       | 7 202        | 91,48        |

*sortant

### Canton de La Rochelle-6
| Candidats      | Candidats            | Étiquette      | Premier tour | Premier tour | Second tour | Second tour |
| Candidats      | Candidats            | Étiquette      | Voix         | %            | Voix        | %           |
| -------------- | -------------------- | -------------- | ------------ | ------------ | ----------- | ----------- |
|                | Denis Leroy          | PS             | 1 811        | 35,54        | 3 481       | 67,12       |
|                | Gilles Raveau        | UMP            | 1 098        | 21,55        | 1 705       | 32,88       |
|                | René Beneteau        | PRG            | 1 027        | 20,16        | Retrait     | Retrait     |
|                | Patrick Bouyer       | PCF            | 371          | 7,28         |             |             |
|                | Marie-Michèle Tomann | FN             | 363          | 7,12         |             |             |
|                | Aziz Hamdouni        | EXG            | 173          | 3,40         |             |             |
|                | Gérard Bournet       | DVD            | 113          | 2,22         |             |             |
|                | Jacques Dumerc       | EXG            | 71           | 1,39         |             |             |
|                | Fabrice Restier      | SE             | 68           | 1,33         |             |             |
|                |                      |                |              |              |             |             |
| Inscrits       | Inscrits             | Inscrits       | 9 040        | 100,00       | 9 040       | 100,00      |
| Abstention     | Abstention           | Abstention     | 3 748        | 41,46        | 3 538       | 39,14       |
| Votants        | Votants              | Votants        | 5 292        | 58,54        | 5 502       | 60,86       |
| Blancs et nuls | Blancs et nuls       | Blancs et nuls | 197          | 3,72         | 316         | 5,74        |
| Exprimés       | Exprimés             | Exprimés       | 5 095        | 96,28        | 5 186       | 94,26       |

### Canton de Royan-Est
| Candidats      | Candidats            | Étiquette      | Premier tour | Premier tour |
| Candidats      | Candidats            | Étiquette      | Voix         | %            |
| -------------- | -------------------- | -------------- | ------------ | ------------ |
|                | Dominique Bussereau* | UMP            | 4 294        | 51,47        |
|                | Liliane Robert       | PS             | 2 440        | 29,25        |
|                | Joël Bernard         | FN             | 1 103        | 13,22        |
|                | René Renaudet        | PCF            | 506          | 6,06         |
|                |                      |                |              |              |
| Inscrits       | Inscrits             | Inscrits       | 14 365       | 100,00       |
| Abstention     | Abstention           | Abstention     | 5 753        | 40,05        |
| Votants        | Votants              | Votants        | 8 612        | 59,95        |
| Blancs et nuls | Blancs et nuls       | Blancs et nuls | 269          | 3,12         |
| Exprimés       | Exprimés             | Exprimés       | 8 343        | 96,88        |

*sortant

### Canton de Royan-Ouest
| Candidats      | Candidats              | Étiquette      | Premier tour | Premier tour | Second tour | Second tour |
| Candidats      | Candidats              | Étiquette      | Voix         | %            | Voix        | %           |
| -------------- | ---------------------- | -------------- | ------------ | ------------ | ----------- | ----------- |
|                | Régine Joly            | PS             | 2 683        | 28,88        | 4 325       | 45,70       |
|                | Michel Servit*         | UMP            | 2 312        | 24,88        | 5 138       | 54,30       |
|                | Martial de Villelume   | DVD            | 1 592        | 17,13        | Retrait     | Retrait     |
|                | Didier Fontaine        | FN             | 1 190        | 12,81        |             |             |
|                | Jean-Bernard Prudencio | DVD            | 1 017        | 10,95        |             |             |
|                | Yves Herviot           | PCF            | 497          | 5,35         |             |             |
|                |                        |                |              |              |             |             |
| Inscrits       | Inscrits               | Inscrits       | 15 682       | 100,00       | 15 681      | 100,00      |
| Abstention     | Abstention             | Abstention     | 6 068        | 38,69        | 5 596       | 35,69       |
| Votants        | Votants                | Votants        | 9 614        | 61,31        | 10 085      | 64,31       |
| Blancs et nuls | Blancs et nuls         | Blancs et nuls | 323          | 3,36         | 622         | 6,17        |
| Exprimés       | Exprimés               | Exprimés       | 9 291        | 96,64        | 9 463       | 93,83       |

*sortant

### Canton de Saint-Genis-de-Saintonge
| Candidats      | Candidats                 | Étiquette      | Premier tour | Premier tour | Second tour | Second tour |
| Candidats      | Candidats                 | Étiquette      | Voix         | %            | Voix        | %           |
| -------------- | ------------------------- | -------------- | ------------ | ------------ | ----------- | ----------- |
|                | Jacky Quesson             | DVD            | 1 268        | 34,50        | 2 312       | 63,66       |
|                | Robert Allain             | DVD            | 749          | 20,38        | Retrait     | Retrait     |
|                | Jean-Marc Thomas          | PS             | 635          | 17,28        | 1 320       | 36,34       |
|                | Gérard Fontenay           | CPNT           | 405          | 11,02        |             |             |
|                | Franck Caillaud           | FN             | 309          | 8,41         |             |             |
|                | Christian Roux            | DVD            | 158          | 4,30         |             |             |
|                | Françoise Rambeaud-Robert | PCF            | 117          | 3,18         |             |             |
|                | Jean-Claude Cailler       | SE             | 34           | 0,93         |             |             |
|                |                           |                |              |              |             |             |
| Inscrits       | Inscrits                  | Inscrits       | 5 681        | 100,00       | 5 681       | 100,00      |
| Abstention     | Abstention                | Abstention     | 1 898        | 33,41        | 1 823       | 32,09       |
| Votants        | Votants                   | Votants        | 3 783        | 66,59        | 3 858       | 67,91       |
| Blancs et nuls | Blancs et nuls            | Blancs et nuls | 108          | 2,85         | 226         | 5,86        |
| Exprimés       | Exprimés                  | Exprimés       | 3 675        | 97,15        | 3 632       | 94,14       |

### Canton de Saint-Jean-d'Angély
| Candidats      | Candidats                | Étiquette      | Premier tour | Premier tour | Second tour | Second tour |
| Candidats      | Candidats                | Étiquette      | Voix         | %            | Voix        | %           |
| -------------- | ------------------------ | -------------- | ------------ | ------------ | ----------- | ----------- |
|                | Jean-Yves Martin         | PRG            | 3 545        | 47,62        | 5 018       | 65,17       |
|                | Francis Forgeard-Grignon | UMP            | 1 317        | 17,69        | 2 682       | 34,83       |
|                | Jacques Castagnet        | DVD            | 823          | 11,05        |             |             |
|                | Jean-Michel Guilloteau   | FN             | 700          | 9,40         |             |             |
|                | Gérard Adam              | PCF            | 465          | 6,25         |             |             |
|                | Yolande Ducournau        | UDF            | 374          | 5,02         |             |             |
|                | Patrick Gaudin           | DVG            | 221          | 2,97         |             |             |
|                |                          |                |              |              |             |             |
| Inscrits       | Inscrits                 | Inscrits       | 12 293       | 100,00       | 12 293      | 100,00      |
| Abstention     | Abstention               | Abstention     | 4 475        | 36,40        | 4 127       | 33,57       |
| Votants        | Votants                  | Votants        | 7 818        | 63,60        | 8 166       | 66,43       |
| Blancs et nuls | Blancs et nuls           | Blancs et nuls | 373          | 4,77         | 466         | 5,71        |
| Exprimés       | Exprimés                 | Exprimés       | 7 445        | 95,23        | 7 700       | 94,29       |

### Canton de Saint-Martin-de-Ré
| Candidats      | Candidats      | Étiquette      | Premier tour | Premier tour |
| Candidats      | Candidats      | Étiquette      | Voix         | %            |
| -------------- | -------------- | -------------- | ------------ | ------------ |
|                | Léon Gendre*   | UMP            | 3 196        | 50,46        |
|                | Thierry Poitte | DVD            | 1 250        | 19,73        |
|                | Claude Mosse   | Verts          | 877          | 13,85        |
|                | Elise Somprou  | FN             | 415          | 6,55         |
|                | Robert Grignon | DVD            | 347          | 5,48         |
|                | Daniel Matifas | PCF            | 249          | 3,93         |
|                |                |                |              |              |
| Inscrits       | Inscrits       | Inscrits       | 9 780        | 100,00       |
| Abstention     | Abstention     | Abstention     | 3 249        | 33,22        |
| Votants        | Votants        | Votants        | 6 531        | 66,78        |
| Blancs et nuls | Blancs et nuls | Blancs et nuls | 197          | 3,02         |
| Exprimés       | Exprimés       | Exprimés       | 6 334        | 96,98        |

*sortant

### Canton de Saint-Pierre-d'Oléron
| Candidats      | Candidats         | Étiquette      | Premier tour | Premier tour | Second tour | Second tour |
| Candidats      | Candidats         | Étiquette      | Voix         | %            | Voix        | %           |
| -------------- | ----------------- | -------------- | ------------ | ------------ | ----------- | ----------- |
|                | Jean-Paul Peyry*  | UMP            | 1 710        | 28,73        | 3 177       | 52,13       |
|                | Philippe Raynal   | PS             | 1 195        | 20,07        | 2 917       | 47,87       |
|                | Jean-Louis Vigner | DVG            | 1 024        | 17,20        | Retrait     | Retrait     |
|                | Aline Mathieu     | FN             | 743          | 12,48        |             |             |
|                | James Favre       | SE             | 494          | 8,30         |             |             |
|                | Michel Clement    | SE             | 402          | 6,75         |             |             |
|                | Eliane Dayet      | PCF            | 385          | 6,47         |             |             |
|                |                   |                |              |              |             |             |
| Inscrits       | Inscrits          | Inscrits       | 9 888        | 100,00       | 9 888       | 100,00      |
| Abstention     | Abstention        | Abstention     | 3 667        | 37,09        | 3 321       | 33,59       |
| Votants        | Votants           | Votants        | 6 221        | 62,91        | 6 567       | 66,41       |
| Blancs et nuls | Blancs et nuls    | Blancs et nuls | 268          | 4,31         | 473         | 7,20        |
| Exprimés       | Exprimés          | Exprimés       | 5 953        | 95,69        | 6 094       | 92,80       |

*sortant

### Canton de Saintes-Ouest
| Candidats      | Candidats           | Étiquette      | Premier tour | Premier tour | Second tour | Second tour |
| Candidats      | Candidats           | Étiquette      | Voix         | %            | Voix        | %           |
| -------------- | ------------------- | -------------- | ------------ | ------------ | ----------- | ----------- |
|                | Isabelle Pichard*   | PS             | 2 572        | 37,80        | 4 123       | 58,17       |
|                | François Wiehn      | UMP            | 1 582        | 23,25        | 2 965       | 41,83       |
|                | Jean-Alain Maitre   | FN             | 736          | 10,82        |             |             |
|                | Patrick Sabourin    | UDF            | 646          | 9,49         |             |             |
|                | Christian Couillaud | Verts          | 590          | 8,67         |             |             |
|                | Bernard Petit       | PCF            | 377          | 5,54         |             |             |
|                | Jean-Marc Seguinot  | EXG            | 302          | 4,44         |             |             |
|                |                     |                |              |              |             |             |
| Inscrits       | Inscrits            | Inscrits       | 10 940       | 100,00       | 10 943      | 100,00      |
| Abstention     | Abstention          | Abstention     | 3 793        | 34,67        | 3 387       | 30,95       |
| Votants        | Votants             | Votants        | 7 147        | 65,33        | 7 556       | 69,05       |
| Blancs et nuls | Blancs et nuls      | Blancs et nuls | 342          | 4,79         | 468         | 6,19        |
| Exprimés       | Exprimés            | Exprimés       | 6 805        | 95,21        | 7 088       | 93,81       |

*sortant

### Canton de Saujon
| Candidats      | Candidats            | Étiquette      | Premier tour | Premier tour | Second tour | Second tour |
| Candidats      | Candidats            | Étiquette      | Voix         | %            | Voix        | %           |
| -------------- | -------------------- | -------------- | ------------ | ------------ | ----------- | ----------- |
|                | Pascal Ferchaud      | PRG            | 2 395        | 32,63        | 4 694       | 60,47       |
|                | Jean-Pierre Roux     | UMP            | 1 738        | 23,68        | 3 068       | 39,53       |
|                | Henri-Georges Dubois | DVG            | 958          | 13,05        |             |             |
|                | Dominique Poinard    | FN             | 851          | 11,59        |             |             |
|                | Jacki Ragonneaud     | DVD            | 604          | 8,23         |             |             |
|                | Jacques Guiard       | PCF            | 385          | 5,25         |             |             |
|                | Philippe Chabry      | DVD            | 245          | 3,34         |             |             |
|                | Hermine Ostrowski    | UDF            | 164          | 2,23         |             |             |
|                |                      |                |              |              |             |             |
| Inscrits       | Inscrits             | Inscrits       | 12 140       | 100,00       | 12 142      | 100,00      |
| Abstention     | Abstention           | Abstention     | 4 443        | 36,60        | 3 720       | 30,64       |
| Votants        | Votants              | Votants        | 7 697        | 63,40        | 8 422       | 69,36       |
| Blancs et nuls | Blancs et nuls       | Blancs et nuls | 357          | 4,64         | 660         | 7,84        |
| Exprimés       | Exprimés             | Exprimés       | 7 340        | 95,36        | 7 762       | 92,16       |

### Canton de Surgères
| Candidats      | Candidats              | Étiquette      | Premier tour | Premier tour | Second tour | Second tour |
| Candidats      | Candidats              | Étiquette      | Voix         | %            | Voix        | %           |
| -------------- | ---------------------- | -------------- | ------------ | ------------ | ----------- | ----------- |
|                | Philippe Guilloteau    | DVD            | 2 723        | 41,87        | 3 527       | 52,73       |
|                | Antoinette Lebot       | PS             | 1 750        | 26,91        | 3 162       | 47,27       |
|                | Bruno Chaigneau        | CPNT           | 592          | 9,10         |             |             |
|                | Geneviève Briard       | FN             | 460          | 7,07         |             |             |
|                | Jean-François Memain   | PCF            | 393          | 6,04         |             |             |
|                | Patrick Picaud         | Verts          | 328          | 5,04         |             |             |
|                | Jean-François Malterre | EXG            | 257          | 3,95         |             |             |
|                |                        |                |              |              |             |             |
| Inscrits       | Inscrits               | Inscrits       | 10 231       | 100,00       | 10 231      | 100,00      |
| Abstention     | Abstention             | Abstention     | 3 505        | 34,26        | 3 223       | 31,50       |
| Votants        | Votants                | Votants        | 6 726        | 65,74        | 7 008       | 68,50       |
| Blancs et nuls | Blancs et nuls         | Blancs et nuls | 223          | 3,32         | 319         | 4,55        |
| Exprimés       | Exprimés               | Exprimés       | 6 503        | 96,68        | 6 689       | 95,45       |

### Canton de Tonnay-Boutonne
| Candidats      | Candidats          | Étiquette      | Premier tour | Premier tour |
| Candidats      | Candidats          | Étiquette      | Voix         | %            |
| -------------- | ------------------ | -------------- | ------------ | ------------ |
|                | Bernard Rochet*    | DVD            | 971          | 54,92        |
|                | Philippe Partaud   | PS             | 580          | 32,81        |
|                | Marie-José Layerle | FN             | 118          | 6,67         |
|                | Gérard Girouin     | PCF            | 52           | 2,94         |
|                | Patrick Deswarte   | EXG            | 47           | 2,66         |
|                |                    |                |              |              |
| Inscrits       | Inscrits           | Inscrits       | 2 518        | 100,00       |
| Abstention     | Abstention         | Abstention     | 688          | 27,32        |
| Votants        | Votants            | Votants        | 1 830        | 72,68        |
| Blancs et nuls | Blancs et nuls     | Blancs et nuls | 62           | 3,39         |
| Exprimés       | Exprimés           | Exprimés       | 1 768        | 96,61        |

*sortant